# Àngels i insectes
Àngels i insectes (títol original: Angels and Insects) és una pel·lícula estatunidenco-britànica dirigida per Philip Haas, estrenada l'any 1995, treta de la novel·la Angels and Insects d'Antonia Susan Byatt. Ha estat doblada al català.

## Argument
Després d'un llarg viatge a través de la jungla amazònica sense un ral a la seva butxaca, el naturalista i explorador William Adamson coneix de l'aristòcrata i reverend Albâtre. En tant que col·leccionista d'insectes, el reverend queda fascinat per les històries de William i convida el jove a la seva casa.

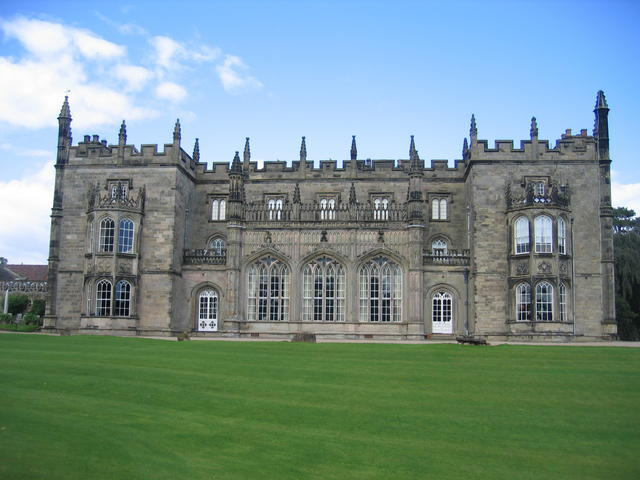
Arbury Hall al comtat de Warwickshire, lloc de rodatge del film

## Repartiment
- Mark Rylance: William Adamson
- Kristin Scott Thomas: Matty Crompton
- Patsy Kensit: Eugenia Alabaster Adamson
- Jeremy Kemp: Sir Harald Alabaster
- Douglas Henshall: Edgar Alabaster
- Annette Badland: Lady Alabaster
- Chris Larkin: Robin
- Anna Massey: Miss Mead
- Saskia Wickham: Rowena Alabaster
- Lindsay Thomas: Lady Alabaster's Maid
- Michelle Sylvester: Margaret Alabaster

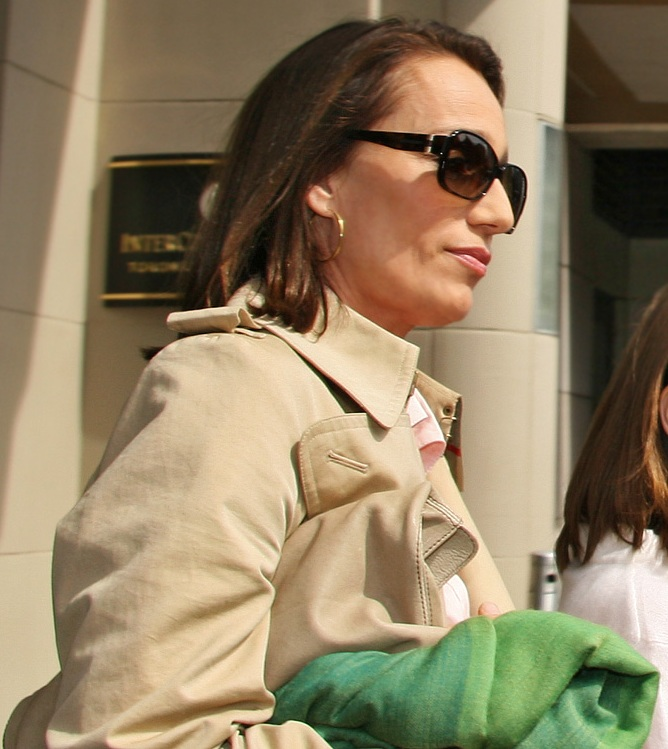
Kristin Scott Thomas, Matty Crompton al film

- Clare Lovell: Elaine Alabaster
- Jenny Lovell: Edith Alabaster
- Oona Haas: Alice Alabaster
- Angus Hodder: Guy Alabaster

## Critiques
- Àngels i insectes va arribar al 68 % de bones critiques a Rotten Tomatoes.[3]
- Àngels i insectes va arribar a la nota de 7,0/10 (sobre 2.549 vots) a Internet Movie Database.

## Premis i nominacions

### Premis
- 1996: Evening Estàndard British Film Awards a la categoria millor actriu per Kristin Scott Thomas
- 1996: Special Recognition al National Board of Review

### Nominacions i seleccions
- 1995: competició oficial al Festival Internacional de Cinema de Canes
- 1997: nominació a la Oscar al millor vestuari per Paul Brown
- 1997: nominació al Chlotrudis Award a la categoria millor actriu per Kristin Scott Thomas